# Gospa Częstochowska
Svetište Crne Gospe u Częstochowi, zvano i »Gospa od Jasne Gore«, glavno je marijansko svetište poljskog naroda.
Legenda o toj ikoni koja prikazuje Isusa i Mariju govori da ju je naslikao sv. Luka na dasci stola koju je sam Isus napravio te da ju je spasila sv. Helena i donijela u Carigrad u 4. st. Za vrijeme ikonoklastičkog pokreta, legenda kaže, bila je skrivena u šumama Poljske i kasnije donesena u Częstochowu. Nakon svih događaja, 1430. za tu je sliku izgrađena velika gotička katedrala.
Kasnije je s tim svetištem nekoliko puta bila povezana sudbina same Poljske. Čak su i za vrijeme 2. svj. rata ljudi onamo išli na tajna hodočašća da prikupe duhovnu snagu protiv nacista, a to se događalo još mnogo više kada je Poljska došla pod utjecaj Sovjetskog Saveza. Dolazak u to svetište pape Poljaka, Ivana Pavla II. bez sumnje je odigrao veliku ulogu u svrgavanju komunizma u Poljskoj deset godina kasnije i kasnijem porazu komunizma u istočnoj Europi i Sovjetskom Savezu

## Vanjske poveznice
- Stranica svetišta